# Лурье, Герц Борисович
Герц Борисович Лурье́ (1901—1983) — советский учёный в области машиностроения.

## Биография
Родился 17 февраля (по старому стилю) 1901 года в Екатеринославе в семье екатеринославского второй гильдии купца Береша (Берила) Герцовича Лурье (1862—?) и Цирли Ароновны Лурье (в девичестве Шимонко, 1868—?), дочери мещанина Паволоческого общества Сквирского уезда Киевской губернии, заключивших брак там же 1 января 1893 года.
В 1922 году окончил ЕГИ. Работал инженером техбюро, помощником технорука Днепропетровского завода «Красный профинтерн», заведующим производством московского завода «Пролетарский труд», заведующим техбюро ЗИС.
В 1928—1933 годах начальник производства 2 МЧЗ, в 1933—1946 годах начальник инструментального цеха, начальник производства, заместитель технического директора ГПЗ-1.
Специалист в области шлифования металлов. Под его руководством был создан первый цех производства специальных авиационных подшипников с замкнутым циклом, освоен ряд новых производств и процессов.
В начале Великой Отечественной войны руководил эвакуацией из Москвы и развёртыванием в Куйбышеве ГПЗ-1 (уже 21 ноября 1941 года были выпущены первые 3 000 подшипников для танков Т-34).
Доктор технических наук. С 1946 года доцент, с 1947 года профессор кафедры «Технология машиностроения» МАМИ, в 1954—1961 зав. кафедрой.
Автор учебника «Шлифовальные станки и их наладка» (1967, 1972, 1976) и многих других научных публикаций.
Умер в 1983 году. Похоронен в Москве на Введенском кладбище (20 уч.).

## Награды и премии
- Сталинская премия первой степени (1943) — за создание нового типа боевого корабля
- орден Ленина
- медаль «За доблестный труд в Великой Отечественной войне 1941—1945 гг.»